# Mempisque
Le Mempisque est une ancienne région du nord de la France et de Belgique. Elle bordait la mer du Nord. Le nom Mempisque aurait pour origine le nom de la tribu des Ménapiens. On désigne par Mempisque tantôt une civitas, tantôt un pagus compris dans cette civitas.

## Lacivitas
Au sens large, le Mempisque désigne la civitas Menapiorum ou cité des Ménapiens. Celle-ci avait pour limite méridionale l'Aa, la Lys (jusqu'au coude d'Armentières), une ligne descendant du nord au sud vers la Deûle, y aboutissant entre Vendin et Carvin, et de là suivant la Deûle et la Scarpe, puis l'Escaut jusqu'en aval d'Anvers. Au nord, le Burggravenstroom et le Moervaart marquent la ligne séparative au-delà de laquelle se trouvaient les Quatre-Métiers (Frise occidentale).
Cette civitas était divisée en plusieurs pagi : pagus Flandrensis, pays de Waes, pagus Gandensis, Courtraisis, Tournaisis, pagus Mempiscus ou Mempisque au sens restreint, Pévèle, Carembault et Mélantois.

## Lepagus

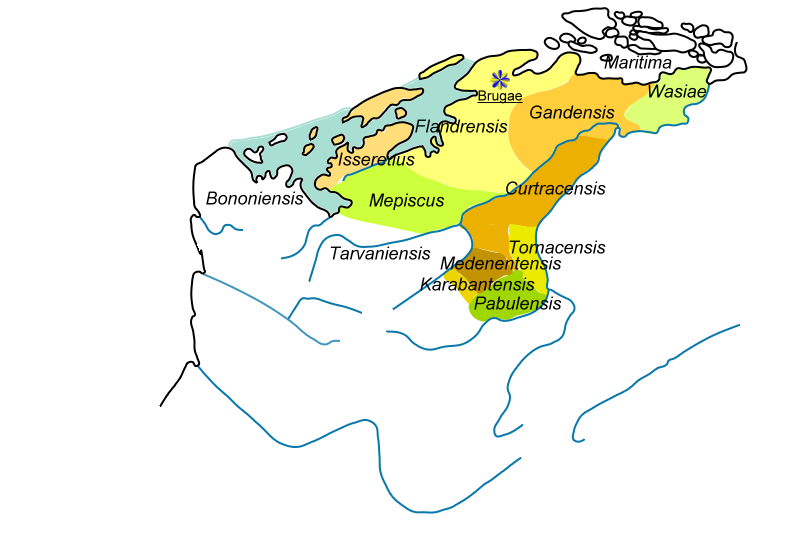
Pagi réunis pour former le marquisat de Flandre.

Au sens restreint, le Mempisque désigne un pagus créé par l'administration franque, en 723, à l'intérieur de la civitas Menapiorum. Ce pagus était rattaché au diocèse de Thérouanne et avait pour centre Bergues. Il comprenait la côte entre l'Aa et l'Yser, suivait l'Yser jusqu'à Dixmude, contournait Dixmude, Esen, Klerken ; d'ici par Langemark, Passendale, Beselare, Dadizele, Geluveld et Geluwe la frontière est incertaine ; venaient ensuite Zandvoorde et Warneton où il atteignait la Lys ; il suivait cette rivière jusqu'à Aire, prenait approximativement la direction qui fut donnée plus tard au Fossé-Neuf jusqu'aux environs d'Arques et de là longeait l'Aa.
Une subdivision du pagus Mempiscus était le pagus Iserissius, rive gauche de l'Yser. 
En 853, on trouvait à la tête de ce pagus un comte nommé Régnier. Ce comte fut disgracié par Charles le Chauve peu avant 866. Le Mempisque fut intégré vers la fin du IXe siècle au marquisat de Flandre, peut-être dès sa fondation (866).